# 翁德盖姆
翁德盖姆（法語：Hondeghem，法語發音：[ɔ̃dɡɛm]）是法国上法兰西大区北部省的一个市镇，位于该省西北部，属于敦刻尔克区。

## 地理
翁德盖姆（50°45'24"N, 2°31'15"E）面积12.6 平方千米，位于法国上法蘭西大區北部省，该省份为法国最北部的省份及最长的省份，西北濒北海，西接加来海峡省，南至埃纳省和索姆省，东与比利时接壤。
与翁德盖姆接壤的市镇（或旧市镇、城区）包括：圣玛丽卡佩勒、卡斯特尔、阿兹布鲁克、瓦隆卡佩勒、斯塔普勒、巴万科沃、奥克瑟拉尔、卡塞勒、圣西尔韦斯特-卡佩勒。

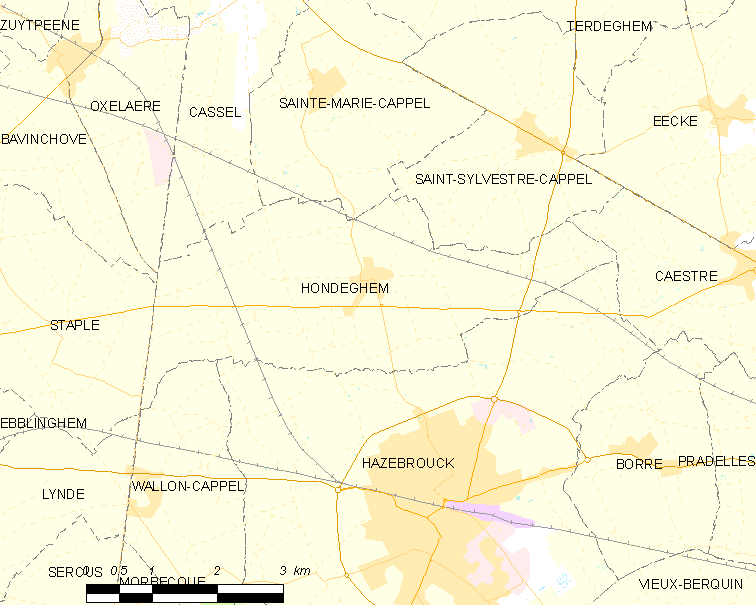
翁德盖姆的OSM定位图

翁德盖姆的时区为UTC+01:00、UTC+02:00（夏令时）。

## 行政
翁德盖姆的邮政编码为59190，INSEE市镇编码为59308。

## 政治
翁德盖姆所属的省级选区为巴约勒县。

## 人口

1962-2008年间翁德盖姆人口变化图示

翁德盖姆于2022年1月1日时的人口数量为915人。